# 山東鋼鉄集団
山東鋼鉄集団有限公司（さんとうこうてつしゅうだん ゆうげんこうし）は、中華人民共和国（中国）山東省に本拠を置く、鉄鋼企業グループの国有持株会社である。
2008年3月に、済鋼集団（旧・済南鋼鉄集団）と萊蕪鋼鉄集団（略称：萊鋼）という山東省内を拠点とする鉄鋼企業の再編に伴って発足した。国有企業であり、山東省人民政府国有資産監督管理委員会（山東国資委）が100%出資する。そして、済鋼集団と萊鋼集団に100%出資する。
また、山東省日照市を拠点とする日照鋼鉄控份集団有限公司にも出資する。2008年9月に締結された再編協定によれば、山東鋼鉄集団は日照鋼鉄の資産のうち67%を出資している。
イギリスの金属情報誌メタル・ブレティンによれば、グループの2009年の粗鋼生産量は2638万トンであり、世界第8位、中国国内では第5位の規模を持つ。